# Gyllentornuggla
Gyllentornuggla (Tyto aurantia) är en fågel i familjen tornugglor inom ordningen ugglefåglar. Den förekommer enbart på ön Niu Briten i Bismarckarkipelagen utanför Nya Guinea. Arten är mycket sällan sedd och därför dåligt känd. Den tros minska i antal på grund av skogssavverkningar och är därför upptagen på IUCN:s röda lista över hotade arter, som sårbar.

## Utseende och läten
Gyllentornugglan är en rätt liten (27–33 cm) tornuggla. Den skiljer sig från alla andra arter i familjen genom sin genomgående guldbeigefärgade fjäderdräkt. Ovansidan är mörkare med svartbruna v-formade teckningar, undersidan ljusare med bruna fläckar. Honan liknar hanen men är större. Ögonen är svartbruna, näbben askvit. Lätena är dåligt kända; läten som kopplas till gyllentornugglan är ett "ka-ka" som upprepas cirka sex gånger per sekund samt en lång stigande vissling.

## Utbredning och systematik
Fågeln förekommer på ön Niu Briten i Bismarckarkipelagen där den antas vara stannfågel. Den behandlas som monotypisk, det vill säga att den inte delas in i några underarter.

## Levnadssätt
Mycket få observationer har gjorts av fågeln och dess levnadssätt är därför dåligt känd. Den har rapporterats bebo tropisk regnskog, skogsbryn och grönskande raviner från havsnivå till 1830 meters höjd. Maginnehållet från en individ visade en liten gnagare, men tar förmodligen också andra små ryggradsdjur och insekter. Dess häckningsbiologi är helt okänd.

## Status och hot
Gyllentornugglan har en liten världspopulation bestående av uppskattningsvis endast 2 500–10 000 vuxna individer. Den tros också minska i antal till följd av habitatförlust. Fågeln är därför upptagen på internationella naturvårdsunionen IUCN:s röda lista över hotade arter, kategoriserad som sårbar (VU).